# 하마지
하마지(또는 카마지)는 고대 왕국 또는 도시국가로 기원전 2500년에서 2400년에 그 절정에 도달하여 약간 중요하였다. 그 정확한 위치는 알려져 있지 않지만 엘람과 아시리아사이의 서 자그로스 산맥에 위치하며 누지 또는 현재의 하마단 근처이다.
하마지는 처음 키시의 초기왕인 우투그의 승리를 기념하는 고대 설형문자의 꽃병의 발견으로 처음 주의 글 끌었다.  이 장소는 시리아의 카르케미시로 확인되는지를 1929년 조사하던 이론가를 실망시켰다. 그것은 이제 일반적으로 디얄라 근처로 고려된다.
하마지의 최초의 참고 문헌은 아라타의 왕 엔메르카르의 서사시에 발견된다. 그곳에는 에리두와 우루크 내의 지구라트 건설의 시간에 다양한 나라의 언어의 혼돈에 관한 마법이 언급돼 있다.
수메르 왕목록에 따르면 하마지의 하다니시 왕은  키시를 격파하고 수메르에 대한 헤게모니를 장악하였다. 그러나 그는 우루크의 엔샤쿠샨나에 패하였다.
시리아의 에블라에서 발견된 점토판은 에블라왕 이르캅다무에서 하마지의 지지왕으로 보내진 외교 메시지의 사본이 있었다.
다량의 목재와 함께 그를 형제로 부르며 그에게 교환할 상품을 보낼 것을 요구하고 있다.
하마지는 우르 제3 왕조의 아마르신의 치세에 우르의 속주중의 하나였다.
두명의 총독 또는 엔시기 이 시기에 있었는데 남하니의 아들 루난나와 우르-이쉬쿠르가 그들이다.
기원전 2100년에 속주는 우르제3왕조가 붕괴함에 따라 이신의 이쉬비-에라에 의해 점령되고 약탈되었다.